# Blattella germanica
La cucaracha rubia o  alemana, también conocida como chiripa (Blattella germanica) es una especie de insecto blatodeo de la familia Blattellidae. Los ejemplares miden aproximadamente de 1,3 a 1,6 cm. Vive asociada a las viviendas humanas y se ha extendido por todos los continentes excepto en la Antártida.

## Nombres comunes
En Venezuela, se les conoce como chiripa.
En Honduras, se les conoce como jate. En Querétaro, México, se les conoce como chimenes o tecuejos. En Veracruz, México, se les conoce como calpiotes. En algunos otros estados mexicanos se le conoce como Juanes, mientras que en Chile se les llama baratas.

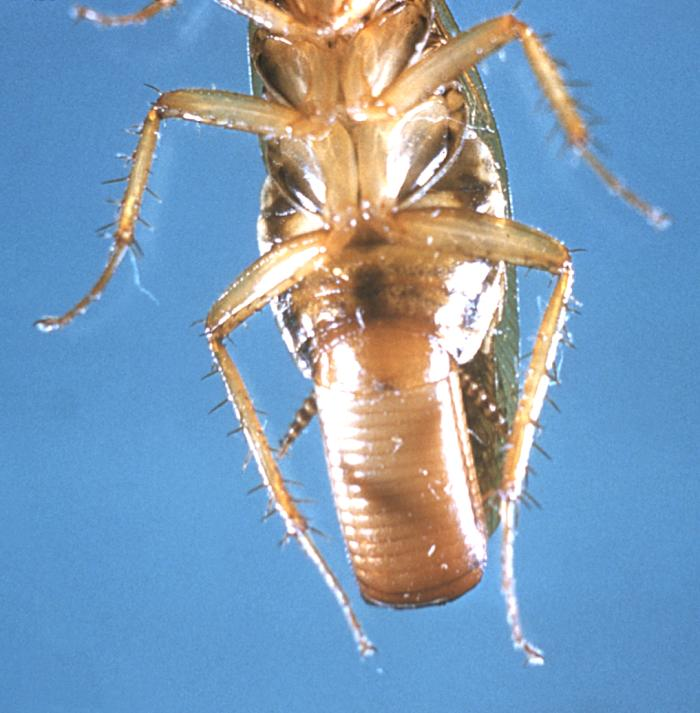
Hembra con ooteca

## Hábitat
Generalmente asociada permanentemente a las viviendas y edificios, se refugia en lugares estrechos, húmedos y oscuros, donde los individuos esperan la oscuridad de la noche para iniciar su actividad.  

## Reproducción
Se reproduce sexualmente, la cucaracha alemana se reproduce más rápido que cualquier otra cucaracha residencial, creciendo desde el huevo hasta el adulto con capacidad reproductiva en aproximadamente 50 a 60 días en condiciones ideales. Una vez fertilizada, una cucaracha alemana hembra desarrolla una ooteca en su abdomen, durante varios días o semanas. El abdomen se hincha a medida que se desarrollan sus huevos, hasta que la punta translúcida de la ooteca comienza a sobresalir del extremo de su abdomen, y en ese momento los huevos en el interior son de tamaño completo, aproximadamente 1/4 de pulgada de largo con 16 segmentos. La ooteca, al principio translúcida, pronto se vuelve blanca y luego a las pocas horas se vuelve rosa, oscureciéndose progresivamente hasta que, unas 48 horas después, alcanza el marrón rojizo oscuro de la concha de una castaña. La ooteca tiene una cresta en forma de quilla a lo largo de la línea donde emergen los jóvenes, y se enrosca ligeramente hacia ese borde a medida que completa su maduración. Un pequeño porcentaje de las ninfas puede eclosionar mientras la ooteca todavía está unida a la hembra, pero la mayoría emerge unas 24 horas después de que se ha desprendido del cuerpo de la hembra. Las ninfas negras de 3 mm de largo recién eclosionadas luego progresan a través de seis o siete estrellas antes de madurar sexualmente, pero la ecdisis es un proceso tan peligroso que casi la mitad de las ninfas mueren por causas naturales antes de llegar a la edad adulta. Las pieles mudas y las ninfas muertas pronto son devoradas por ninfas vivas presentes en el momento de la muda.

## Comportamiento
Son animales muy gregarios, practican el canibalismo cuando pueden, pero generalmente se alimentan de restos y residuos alimentarios generados por las personas, y tienen especial predilección por los alimentos ricos en fécula como patatas, pan, harina, etc., por lo que es frecuente encontrarlas en los cajones del pan.

## Control de plagas
Blatella germanica es considerada como el paradigma de plaga que afecta a las instalaciones de manipulación de alimentos, bares, restaurantes, hoteles y viviendas. El control de plagas se basa exclusivamente en la aplicación de  insecticidas que generalmente resulta efectivo durante algunas semanas o meses, por lo que es importante identificar las causas que favorecen la proliferación de esta especie en las instalaciones afectadas y dotar a sus propietarios de los conocimientos y aptitudes para reducir el riesgo de  re-infestación. El éxito de control se basa en reducir al mínimo la exposición del insecto a fuentes de alimento, agua y evitar focos y acúmulos de calor. Es esencial durante el período de control realizar una labor efectiva de limpieza e higiene; tapar huecos y hendiduras que estos insectos utilizan para cobijo y anidación; limpiezas periódicas con evaporadores en recámaras y control del orden en estos locales.
Esta especie es reservorio de gran cantidad de agentes patógenos (bacterias, virus, helmintos), siendo una especie de gran importancia sanitaria.